# قائمة نادي المائة في الدوري المصري
نادي المائة في الدوري المصري: هي قائمة شرفية يقدمها: الاتحاد المصري لكرة القدم تضم اللاعبين الذين سجلوا أكثر من مائة هدف في الدوري الممتاز وهم علي الترتيب من حيث (عدد تسجيل الاهداف في الدوري المصري الممتاز):
| اللاعب (الهداف) | النادي                                     | عدد الأهداف |
| --------------- | ------------------------------------------ | ----------- |
| حسن الشاذلي     | الترسانة                                   | 173         |
| حسام حسن        | الأهلي، الزمالك، المصري، الترسانة          | 168         |
| عبدالله السعيد  | الاسماعيلى،الاهلى،بيراميدز، الزمالك المصري | 133         |
| السيد الضظوى    | المصري، الأهلي                             | 127         |
| مصطفى رياض      | الترسانة                                   | 122         |
| محمود الخطيب    | الأهلي                                     | 109         |
| أحمد الكاس      | الأوليمبي، الزمالك، الاتحاد السكندري       | 107         |
| محمد أبو تريكة  | الترسانة، الأهلي                           | 106         |
| جمال عبد الحميد | الأهلي، الزمالك                            | 101         |

## عبدالله السعيد 131هدف
1. ↑  عمارة، أحمد. "بعد انضمام عبدالله السعيد.. تعرف على قائمة نادي المائة في الدوري المصري - سبورت 360". arabic.sport360.com. مؤرشف من الأصل في 2021-01-01. اطلع عليه بتاريخ 2022-07-24.
2. ↑  "العاصمة نيوز". alasema-news. مؤرشف من الأصل في 2022-07-20. اطلع عليه بتاريخ 2022-07-24.